# Mohabbatein
Mohabbatein (en hindi मोहब्बतें, en urdú محبتیں, literalment "Històries d'amor") és un drama romàntic musical realitzat a Bollywood l'any 2000 per Aditya Chopra, sent el segon film d'aquest director després de l'enorme èxit de Dilwale Dulhania Le Jayenge (1995). És protagonitzat per Amitabh Bachchan, Shahrukh Khan i Aishwarya Rai acompanyats per sis joves debutants. Rodat a Oxford i Longleat, va obtenir molt èxit tant comercial com de crítica, resultant la tercera pel·lícula més taquillera de l'any a l'Índia i guanyant dos Filmfare Awards.

## Argument
Tres joves estudiants arriben a Gurukul, una de les universitats masculines més prestigioses de l'Índia, per a completar la seva educació superior. Allà s'enamoren cadascú d'una noia diferent, però els resulta impossible festejar, ja que l'intransigent director, Narayan Shankar (Amitabh Bachchan), els prohibeix sortir. Narayan és inflexible amb els seus alumnes des que la seva filla Megha (Aishwarya Rai), que es va enamorar fa anys d'un alumne, es va suïcidar arran de la negativa del seu pare d'acceptar aquesta relació. Un dia, es presenta per a buscar feina un jove professor de música, Raj Aryan (Shahrukh Khan), el qual, amb els seus mètodes pedagògics alternatius, desorganitzarà completament la vida de l'escola i plantarà cara al temut director. A partir d'aleshores, s'enceta una mena de combat entre els dos personatges que defensen dos sistemes per obtenir el respecte i educar els joves: un basat en la por de la disciplina i l'altre basat en l'amor.

## Anàlisi de l'obra
La història presenta la contraposició entre tradició i modernitat com a visions educatives així com un himne a l'amor més pur; les diferents intrigues romàntiques paral·leles permeten analitzar aquest sentiment des de diferents perspectives, i la confrontació dels dos personatges principals mostrar-lo en tant que força alliberadora pels homes (fins i tot més enllà de la mort).
La redactora índia Angel-Mumtaz, analitza Mohabbatein com l'enfrontament entre la casta dels bramans (la casta més alta, garant de la tradició), personificada en Narayan Shankar, i la dels kxatriyes (casta dels guerrers) personificada per Raj (que vol dir "rei"), el qual fa trontollar els privilegis del primer. També hi veu en filigrana una confrontació implícita entre Vixnú, representat per Narayam (Narayan és precisament un dels noms d'aquesta divinitat), que vol que res no canviï, i Xiva, representat per Raj (Nataraja, rei de la dansa, és l'avatar de Xiva que balla per destruir i recrear el món eternament al ritme del seu tambor). La confrontació s'escenifica simbòlicament a la cançó Soni Soni, on Raj toca el tambor amb actitud amenaçadora decidit a desafiar Narayan... Raj vol canviar les coses amb la seva música, el que pot significar la fi del món definit per Narayan per tornar a crear-ne un altre... I tota fi del món requereix un sacrifici (el de la bella Megha), que serveix per recrear un món sota millors condicions.

## Repartiment
- Shahrukh Khan (Raj Aryan Malhotra)
- Amitabh Bachchan (Narayan Shankar)
- Aishwarya Rai (Megha)
- Uday Chopra (Vikram 'Vikky' Kapoor)
- Shamita Shetty (Ishika Dhanrajgir)
- Jugal Hansraj (Sameer Sharma)
- Kim Sharma (Sanjana)
- Jimmy Shergill (Karan Choudhry)
- Preeti Jhangiani (Kiran)
- Anupam Kher (Kake)
- Archana Puran Singh (Preeto)
- Amrish Puri (general Khanna)
- Helen (Miss Monica)

## Música i danses
La banda sonora va ser composta pel duo Jatin Lalit amb lletres d'Anand Bakshi. La coreografia és de Farah Khan.
Cançons incloses en la banda sonora oficial:
| Cançó                       | Cantant(s) |
| --------------------------- | --- |
| Humko Humise Chura Lo       | Lata Mangeshkar & Udit Narayan |
| Chalte Chalte               | Shweta Pandit, Sonali Bhatawdekar, Pritha Mazumdar, Udhbav, Manohar Shetty & Ishaan                                               |
| Pairon Mein Bandhan Hai     | Shweta Pandit, Sonali Bhatawdekar, Pritha Mazumdar, Udhbav, Manohar Shetty & Ishaan                                               |
| Aankhein Khuli              | Lata Mangeshkar, Udit Narayan, Shweta Pandit, Sonali Bhatawdekar, Pritha Mazumdar, Udhbav, Manohar Shetty, Shahrukh Khan & Ishaan |
| Soni Soni                   | Udit Narayan, Jaspinder Narula, Shweta Pandit, Sonali Bhatawdekar, Pritha Mazumdar, Udhbav, Manohar Shetty & Ishaan               |
| Chalte Chalte 2             | Shweta Pandit, Sonali Bhatawdekar, Pritha Mazumdar, Udhbav, Manohar Shetty                                                        |
| Zinda Rehti Hai Mohabbatein | Lata Mangeshkar & Udit Narayan |
| Mohabbatein Love Themes     | Instrumental |
| Rhythms of Mohabbatein      | Instrumental |

## Premis
- Filmfare Award de la crítica al millor actor (Shahrukh Khan)
- Filmfare Award al millor actor secundari (Amitabh Bachchan)
- IIFA Awards al millor disseny de vestuari (Karan Johar)
- IIFA Awards a la millor història (Aditya Chopra)
- Screen Award a la millor lletra de cançons (Anand Bakshi)
- Sansui Viewer Choice Movie Awards al millor actor (Shahrukh Khan)